# Calanthe alpina
Calanthe alpina là một loài thực vật có hoa trong họ Lan. Loài này được Hook.f. ex Lindl. mô tả khoa học đầu tiên năm 1855.